# Club Deportivo Independiente (Río Colorado)
El Club Deportivo Independiente es un club argentino de Río Colorado (Río Negro), cuya principal actividad es el fútbol y actualmente participa en el Torneo Federal B, cuarta división en la pirámide de ascenso del fútbol argentino.

## Historia
El 8 de junio de 1924 un grupo de jóvenes se reunieron gestando el nacimiento de una institución "Club Sportivo Independiente", que por la década de 1960 pasó a denominarse Club Deportivo Independiente.
En la década de los 50 se obtuvo el nuevo predio y se construyó la primera tribuna en el año 1954.
Hoy es la "Tribuna Oficial" del club, cuenta con cuatro cabinas equipadas para la transmisión de eventos deportivos.
En 1987 el estadio fue bautizado como "Antonio López Belzagui", exjugador del club.
Al mismo tiempo, se inaugura la iluminación del campo de juego y más adelante, el club adquiere los terrenos al sur del estadio donde son delineadas cuatro canchas auxiliares.
Una de ellas, hoy la "Miguel Ángel Robledo" cuenta con iluminación. Las mismas se utilizan para los entrenamientos de todas las categorías y las competencias del fútbol menor. Además las disfrutan los competidores del fútbol amateur. Con el espíritu dinámico y de crecimiento que lo caracteriza, se decide readecuar una de las canchas paralela a la principal e iluminarla con el fin de cubrir el desarrollo de los paralelos del "mundialito" y el resto del año, se realiza fútbol 5. Se la reconoce con el nombre de "Ricardo Dueña".
El esfuerzo del equipo posibilitaron que "el rojo" participara en 18 de los 23 años en que la Liga de Río Colorado tuviera su lugar en la competencia, además de competir actualmente en la cuarta categoría del fútbol Argentino.

## Plantilla 2023
- Actualizado el 19 de enero de 2018.